# Семчишин Роман Андрійович
Семчишин Роман Андрійович(нар. 15 травня 1964 р.) — громадсько-політичний діяч, заступник Голови Української республіканської партії, військовик.

## Життєпис
Народився в 1964 році в селищі Спорний Ягоднінського району Магаданської області Російської РСФР в родині репресованих українців.
Проживає в Україні з 1975 року.
1981 р. закінчив Львівську середню школу № 46.
1986 р. закінчив лісогосподарський факультет Львівського лісотехнічного інституту. Закінчив військову кафедру, у 1986 р. отримав військове звання лейтенант запасу[джерело не вказане 1531 день].
Трудову діяльність розпочав із Кутського лісокомбінату об'єднання «Прикарпатліс», де працював майстром лісових культур, помічником лісничого, майстром лісу.
1983—1998 р.р. — начальник Представництва Фонду державного майна України у Косівському та Верховинському районах Івано-Франківської області, державна служба 7 ранг державного службовця[джерело не вказане 1531 день].
1999—2013 р.р. — підприємець, м. Львів вирощування декоративних саджанців хвойних порід[джерело не вказане 1531 день].
2014—2015 р.р.[джерело не вказане 1531 день] — військовослужбовець Збройних сил України у складі в\ч п\п В0676 (25-й батальйон територіальної оборони «Київська Русь», заступник командира роти, батальйону, військове звання — капітан[джерело не вказане 1531 день].
1989 р.-1992 р. — голова Кутської територіальної організації Народного руху України за перебудову.
В 1991 р. обирався депутатом Косівської районної Ради І скликання.
З 1991 до 1999 р — член Демократичної партії України.
Член Української республіканської партії з 2002 року. Заступник голови Української республіканської партії.
З листопада 2013 року до травня 2014 р. у Києві брав участь у Революції Гідності, сотник 40-вої Республіканської сотні Самооборони Майдану. За участь у Революції Гідності нагороджений відомчою відзнакою МВС України — «Нагородна зброя»[джерело не вказане 1531 день] та грамотою Київської міської ради «За збереження майна територіальної громади міста Києва»[джерело не вказане 1531 день].
У травні-червні робота в організаційній групі по створенню військової частини в\ч п\п В0676 (25-й батальйон територіальної оборони «Київська Русь»)[джерело не вказане 1531 день].
Нагороджений орденом Богдана Хмельницького III ступеня (2017 р.) як учасник Революції Гідності та антитерористичної операції, медаллю УРП «За особливі заслуги» (2018 р.).

## Відзнаки
- Орден Богдана Хмельницького 3 ступеня.[3]
- Відзнака МВС — нагородна зброя[джерело не вказане 1531 день].
- Медаль УРП «За особливі заслуги»[джерело не вказане 1531 день]